# Wirtschaftsdienst
Der Wirtschaftsdienst ist eine monatlich erscheinende deutsche Zeitschrift für Wirtschaftspolitik. Das Medium publiziert Beiträge von namhaften Autoren aus Wissenschaft, Politik und Praxis zu aktuellen Themen der Wirtschafts- und Sozialpolitik in Deutschland. Veröffentlicht werden auch für die Bundesrepublik relevante Themen der Europäischen Union, beispielsweise aus dem Bereich der Handels-, Umwelt- und Währungspolitik. Die Zeitschrift will eine Brücke zwischen Wissenschaft und Praxis schlagen und die Leser wissenschaftlich fundiert und in nicht technischer Sprache über aktuelle wirtschaftspolitische Themen informieren. Sie gehört zu den traditionsreichen wirtschaftswissenschaftlichen Fachzeitschriften.

## Publikation
Der Wirtschaftsdienst erschien erstmals 1916 in Hamburg, wo die Redaktion bis heute ansässig ist. Seit 2007 wird der Wirtschaftsdienst infolge der Auflösung des Hamburgischen Welt-Wirtschafts-Archivs (HWWA) von der Deutschen Zentralbibliothek für Wirtschaftswissenschaften (ZBW) – Leibniz-Informationszentrum Wirtschaft herausgegeben.

## Wissenschaftlicher Beirat
In den wissenschaftlichen Beirat wurden Wirtschaftswissenschaftler berufen, die sich der wissenschaftlich-empirischen Politikberatung verpflichtet fühlen. Mitglieder des Beirats sind:
- Sebastian Dullien
- Gabriel Felbermayr
- Marcel Fratzscher
- Clemens Fuest
- Britta Gehrke
- Veronika Grimm
- Reint E. Gropp
- Michael Hüther
- Heike Joebges
- Kai A. Konrad
- Hagen Krämer
- Dominika Langenmayr
- Ulrike Neyer
- Miriam Rehm
- Marianne Saam
- Dorothea Schäfer
- Christoph M. Schmidt
- Monika Schnitzer
- Jan-Egbert Sturm
- Achim Truger
- Achim Wambach

## Kooperationen
- Institut für Weltwirtschaft
- Hamburgisches Weltwirtschaftsinstitut
- Herdentrieb – Blog der Zeit Online
- Wirtschaftswunder Blog
- Ökonomenstimme
- Wirtschaftliche Freiheit Blog
- Bankmagazin - Für Führungskräfte der Finanzwirtschaft